# 배틀 피버 J
《배틀 피버 J》(バトルフィーバーJ 바토루 휘바 제이[*])는 일본 토에이가 제작한 특촬 드라마 슈퍼 전대 시리즈의 3번째 작품 으로, 1979년 2월 3일부터 1980년 1월 26일까지 일본 TV 아사히 계열에서 방영되었다.

## 배경
세계 각지에서 여러 가지 괴기한 현상이 일어나는 가운데, 수수께끼의 박쥐 모양 우산을 쓴 미녀의 손에, 국방성의 중요한 인사들이 차례차례 죽음을 당하고 있었다. 그것을 눈치챈 쿠라마 테츠잔 장군은, 네 명의 정예 요원을 모아 결성한 배틀 피버대(バトルフィーバー隊 바토루 휘바타이[*])에게 사건의 조사를 명령했다. 네 명은 사건을 조사하던 중 박쥐 우산을 쓴 미녀와 닮은 여성 수사관 다이안과 만나게 되었다. 박쥐 우산을 쓴 미녀를 뒤에서 조종해 온 비밀결사 에고스(秘密結社エゴス 히미츠켓샤 에고스[*])에게 아버지를 잃어버린 다이안의 합류로 다섯 명이 된 배틀 피버대에게, 테츠잔 장군은 배틀 슈트를 지급하여, 세계의 혼란을 노리는 에고스의 토벌을 명령한다.
배틀 피버대와 에고스 사이의, 거대 로봇 "배틀 피버 로보"의 설계도의 쟁탈전이 되풀이되는 가운데, 에고스도 악마 로봇을 완성한다. 배틀 피버대는 악마 로봇 제1호 "버팔로 로보"와 맞서기 위해, 갓 완성된 배틀 피버 로보를 타고 출격해 첫 승리를 거둔다. 그 뒤로도, 배틀 피버대는 에고스의 악마 로봇과 괴인을 무찌르며, 그 세력들을 차례차례 무너뜨리게 된다.

## 개요
시리즈 중 작품 제목에 한자를 사용하지 않은 유일무이한 작품이다. 또한 알파벳이 사용된 것도 시리즈 중 이 작품이 유일무이하다.
재커 전격대 종영 이후에, 1년 간의 공백을 깨고 다시 부활하여, 현재의 슈퍼 전대 시리즈의 시초가 된 작품이며 2000년의 《미래전대 타임레인저》가 끝날때까지 이 작품을 시리즈의 첫 작품으로 삼았다. 이는 이 작품 이전의 《비밀전대 고레인저》와 《재커 전격대》가 이시노모리 쇼타로 원작의 ‘전대 시리즈’로, 즉 슈퍼전대물이 아닌 전대물이고 또한 이 작품부터는 원작자 명의가 야쓰데 사부로인 ‘슈퍼 전대 시리즈’로 따로 구별하였기 때문이다.
사실 배틀 피버 J는 당초 TV 아사히가 아닌 도쿄 12 채널(현 TV 도쿄)에서 토에이가 마벨 코믹과 제휴하여 제작한 1978년작 특촬 드라마인 《스파이더맨》의 후속 작품으로 방영될 예정이었다. 같은 시기 TV 아사히에서는 《투장 다이모스》가 방영되고 있었는데 투장 다이모스에서 기대 이하의 시청률과 완구판매의 부진으로 인해 스폰서와의 갈등이 생겨 작품이 조기 종영되어 버리는 비운을 맞게 되었다. 이에 그 시간대를 매꿀 프로그램이 필요하게 된 TV 아사히는 도쿄 12 채널(현 TV 도쿄)와 협약을 맺어 투장 다이모스의 후속으로 방영 예정이었던 《미래로보 달타니어스》를 도쿄 12 채널(현 TV 도쿄)에서 스파이더맨의 후속으로 방영예정이었던 배틀 피버 J와 교환하였다. 이로 인해 배틀 피버J는 TV 아사히에서 방영하게 되었다. 이후 시리즈는 TV 아사히 등 25개 ANN 지역 민방 네트워크를 통해서 방영하게 된다.
바로 직전에 방영된 작품(투장 다이모스)의 영향을 받아서 그런지 거대 로봇이 등장하는 최초의 슈퍼 전대이기도 하다. 5인조 그룹이라는 골자를 유지하면서 《비밀전대 고레인저》와 《재커 전격대》에서는 없었던 거대 로봇을 등장시켰으며 로봇 수송모함도 최초 등장하여 최초로 거대 로봇에 관한 슈퍼 전대로 방영되었고, 이후 슈퍼 전대 시리즈의 기본 형식은 이 작품에서 시작되었다. 한편 멤버 고유 색을 명확히 하지 않은 점, 멤버들의 테마를 각 국가로 한 점, 고글 형태 디자인이 아닌 두 눈이 있는 마스크 디자인, 특이한 제목 스타일 등 슈퍼 전대 시리즈의 역사를 놓고 봤을 때 다소 이채로운 작품 형태를 띠고 있으며, 현재 슈퍼 전대 시리즈의 베이스를 갖춘 건 오히려 후속작인 《전자전대 덴지맨》의 요소가 가장 제일 강하다.
이 작품부터 《초신성 플래시맨》(《대전대 고글파이브》는 제외)까지는 2쿨 예정으로 시작하여, 반응이 좋을 경우, 작품의 완성도를 높이기 위해서, 추가 연장하는 방식으로 제작되었다. 더불어 이 작품은 전체 52화로 《비밀전대 고레인저》, 《전격전대 체인지맨》, 《닌자전대 카쿠레인저》 다음으로 전체 시리즈 중 4번째로 방송 횟수가 가장 많은 작품이다.

## 배틀 피버대
배틀 피버대(バトルフィーバー隊 바토루 휘바타이[*])는 국방성과 FBI가 정예 요원을 차출해 결성한 부대이다. 모든 멤버가 세계 각지의 댄스를 바탕으로 한 전투 기술을 구사한다. 작품 안에서는 "배틀 피버" 또는 "배틀 피버대"라고 부르며, 일부 서적에서도 "배틀 피버"라는 표기가 남아 있다. "배틀 피버 J"라는 이름을 사용하는 것은 작품의 7화와 《고속전대 터보레인저》의 10 전대 기념편인 1화 뿐이다. 통신기 "배틀 시버"의 내부에서 강화복 "배틀 슈트"가 튀어나온다는 설정을 갖고 있으나. 그것이 작품 안에서 묘사된 것은 24화에서 다이안 마틴이 나기사 마리아에게 배틀 슈트를 물려줄 때 뿐이었다. "휘버!" (Fever!)라고 외침과 동시에 춤추는 것으로 변신하는데, 경우에 따라서는 구호도 생략하고 바로 변신한 장면이 묘사되기도 한다. 필살기는 다섯 명의 무기를 합쳐 발사하는 "펜타포스" (Penta Force, ペンタフォース 펜타포스[*])이다.
작품 중간에 멤버가 두 명 이상 바뀌는 작품은 역대 슈퍼 전대 시리즈 작품 중 《배틀 피버 J》 뿐이다. 또한 1화 이전에 전대가 결성되는 작품도 《배틀 피버 J》가 처음이다.
- 덴 마사오 / 배틀 재팬 (국내명(파워레인저 캡틴포스): 덴 / 배틀 재팬) ( 일본) (27세 (1952년 출생))
- 시라이시 켄사쿠 / 배틀 코삭(1대) (국내명(파워레인저 캡틴포스): 시라이 / 배틀 코삭(1대)) ( 소련) (26세 (1953년 출생)) (1979년 죽음)
- 진 마코토 / 배틀 코삭(2대) (국내명(파워레인저 캡틴포스): 진 / 배틀 코삭(2대)) ( 소련) (32세 (1947년 출생))
- 시다 쿄스케 / 배틀 프랑스 (국내명(파워레인저 캡틴포스): 케이 / 배틀 프랑스) ( 프랑스) (26세 (1953년 출생))
- 아케보노 시로 / 배틀 케냐 (국내명(파워레인저 캡틴포스): 시로 / 배틀 케냐) ( 케냐)
- 다이안 마틴 / 미스 아메리카(1대) (국내명(파워레인저 캡틴포스): 다이안 / 미스 아메리카(1대)) ( 미국) (17세 (생일: 1961년 12월 19일)) (1979년 마리아와 교대)
- 나기사 마리아 / 미스 아메리카(2대) (국내명(파워레인저 캡틴포스): 마리아 / 미스 아메리카(2대)) ( 미국) (19세 (1960년 출생))

## 비밀결사 에고스
비밀결사 에고스(秘密結社エゴス 히미츠켓샤 에고스[*])는 사탄에고스라는 존재를 신으로 섬기는 에고스교를 모체로 한 비밀결사이다. 수령 사탄에고스의 말은 신관 일을 도맡은 헤더 지휘관을 거쳐 일반 구성원들에게 전해진다. 현대 과학을 뛰어넘은 "원시과학" (原始科学 겐시카가쿠[*])을 사용하여, 다양한 괴인을 만들어 내 배틀 피버대에게 도전한다.

## 에피소드
1. 돌격!! 구장으로 달려라 (突撃!! 球場へ走れ 토츠게키!! 큐조에 하시레[*])
2. 에고스 괴인 제조법 (エゴス怪人製造法 에고스 카이진 세이조호[*])
3. 스파이를 찾아라! (スパイを探せ! 스파이오 사가세[*])
4. 초마력의 함정이다! (超魔力の罠だ! 초마료쿠노 와나다![*])
5. 로봇 대공중전 (ロボット大空中戦 로봇토 다이쿠추센[*])
6. 만능전함, 발진해라 (万能戦艦発進せよ 반노센칸 핫신세요[*])
7. 집이 불탄다!! (お家が燃える！！ 오우치가 모에루!![*])
8. 무쇠 팔 에이스의 수수께끼 (鉄腕エースの謎 테츠완 에스노 나조[*])
9. 얼음 나라의 여인 (氷の国の女 코오리노 쿠니노 온나[*])
10. 나우만코끼리를 보았다 (ナウマン象を見た 나우만조오 미타[*])
11. 펫 유괴 대사건 (ペット誘拐大事件 펫토 유카이 다이지켄[*])
12. 저주살인술 "장미 눈보라" (呪い殺法バラ吹雪 노로이사츠호 바라 후부키[*])
13. 황금빛 알과 계란프라이 (金の卵と目玉焼き 킨노 타마고토 메다마야키[*])
14. 미녀와 야수의 결혼 (美女と野獣の結婚 비조토 야주노 켓콘[*])
15. 에고스의 지옥요리 (エゴスの地獄料理 에고스노 지고쿠료리[*])
16. 격투기 여왕의 비극 (格闘技女王の悲劇 카쿠토기 조오노 히게키[*])
17. 괴물 머신을 빼앗아라 (怪物マシンを奪え 카이부츠 마신오 우바에[*])
18. 비둘기여, 악의 소굴을 향해 서둘러라 (鳩よ悪の巣へ急げ 하토요 아쿠노 스니 이소게[*])
19. 세계 최강의 미녀!! (世界最強の美女！！ 세카이 사이쿄노 비조!![*])
20. 위험한 유령 사냥 (危険な幽霊狩り 키켄나 유레이카리[*])
21. 공룡 반도를 향해 돌격!! (恐竜半島へ突撃！！ 쿄류 한토에 토츠게키!![*])
22. 여자 스파이단의 역습 (女スパイ団の逆襲 온나 스파이단노 갸큐슈[*])
23. 결전!! 괴인 총등장 (決戦！！怪人総登場 켓센!! 카이진 소토조[*])
24. 눈물! 다이안 쓰러지다 (涙！ダイアン倒る 나미다! 다이안 타오루[*])
25. 촬영소는 괴기한 마경 (魔鏡)(撮影所は怪奇魔境 사츠에이조와 카이키마큐[*])
26. 붕대 사나이의 가면 보고 (包帯男の仮面報告 호타이오토코노 카멘호코쿠[*])
27. 첫 사랑 도둑을 조심! (初恋泥棒にご用心 하츠코이도로보니 고요진[*])
28. 수수께끼의 배를 쫓아라 (謎のボートを追え 나조노 보토오 오에[*])
29. 봤는가!? 입이 찢어진 여인을 (見たか！？口裂け女 미타카! 쿠치사케온나[*])
30. 악한, 잡식 요리장 (悪漢雑食の料理長 앗칸, 잣쇼쿠노 료리초[*])
31. 격주 트랙 남매 (激走トラック兄妹 게키소 토랏쿠 쿄마이[*])
32. 고향은 살인촌 (ふるさと殺人村 후루사토 사츠진촌[*])
33. 코사크, 사랑 앞에 죽다 (コサック愛に死す 코사크 아이니 시스[*])
34. 지옥에서 비웃는 암흑 장군 (地獄で笑う闇将軍 지고쿠데 와라우 야미쇼군[*])
35. 배고픔과 대소동 (腹ペコ大パニック 하라페코 다이파닛쿠[*])
36. 폭파된 결혼식 (爆破された結婚式 바쿠하사레타 켓콘시키[*])
37. 전광검 대 풍차검 (電光剣対風車剣 덴코켄 타이 후샤켄[*])
38. 괴기 파티의 함정 (怪奇パーティーの罠 카이키 파티노 와나[*])
39. 악마가 된 친구 (悪魔になった友 아쿠마토 낫타 토모[*])
40. 미인 선생, 위기일발 (美人先生危機一髪 비진 센세이 이키잇파츠[*])
41. 폭파 직전의 대역전 (爆破寸前の大逆転 바쿠하 슨젠노 다이갸쿠텐[*])
42. 전기인간, 사랑의 불꽃 (電気人間愛の花火 덴키닌겐 아이노 하나비[*])
43. 암살자 자칼 (暗殺者ジャッカル 안사츠샤 잣카루[*])
44. 지옥 계곡의 달빛 일족 (地獄谷の月影一族 지고쿠다니노 츠키카게 이치조쿠[*])
45. 심장 정지 5분 전 (心臓停止五分前 신조테이시 고분마에[*])
46. 저주의 볏짚 인형 (呪いのワラ人形 노로이노 와라 닌교[*])
47. 수수께끼! 모략의 아마추어 야구 경기 (怪！謀略の草野球 카이! 보랴쿠노 쿠사야큐[*])
48. 대도적과 좀도둑 소년 (大盗賊と泥棒少年 다이토조쿠토 도로보 쇼넨[*])
49. 2학년 5반의 반란군 (2年5組の反乱軍 니넨 고구미노 한란군[*])
50. 장군을 노리는 복면귀 (将軍を狙う覆面鬼 쇼군오 네라우 후쿠멘키[*])
51. 에고스, 부활의 의식 (エゴス復活の儀式 에고스 훗카츠노 기시키[*])
52. 영웅들의 교향곡 (최종회)(英雄たちの交響曲 에이유타치노 코쿄쿄쿠[*])

## 캐스트
- 덴 마사오 - 다니오카 히로노리
- 시라이사 켄사쿠 - 이토 다케시
- 진 마코토 - 반 나오야
- 시다 쿄스케 - 구라치 유헤이
- 아케보노 시로 - 오오바 켄지
- 다이안 마틴 - 다이안 마틴
- 나기사 마리아 - 아키 나호미
- 쿠라마 테츠잔 장군 - 히기사 지요노스케
- 나카하라 케이코 - 이토 노리코
- 우에노 토모코 - 스가노 게이코
- 나카하라 마사루 - 사토 다쿠미
- 아오바 미도리 - 쓰카사 유리
- 우에노 유키 - 사토 미치요
- 하마무라 아키오 - 요시미아 신이치
- 아오키 시게오 - 스즈키 세이지
- 헤더 지휘관 - 우시오 겐지 (1화 ~ 7화), 이시바시 마사시 (8화 ~ )
- 살로메 - 마키 우에다
- 번역기의 목소리, 오다구로 신조, 괴인제조 캡슐의 목소리 - 요다 에이스케

### 목소리 출연
- 다이안 마틴/1대 미스 아메리카 (대역 목소리) - 고마키 리사 (1화 ~ 14화, 17화 ~ 24화), 요코자와 게이코 (15화, 16화)
- 큐타로 - 교다 나오코
- 사탄에고스 - 이이즈카 쇼조
- 헤더 괴인 - 이시바시 마사시
- 나레이터 - 오히라 도루

### 슈트 배우
- 배틀 재팬 - 니보리 가즈오[3]
- 배틀 코사크 (1화 ~ 6화) - 아쓰미 히로시[4]
- 배틀 코사크 (6화 ~ ) - 고카 히로후미[5]
- 배틀 프랑스 - 하시모토 하루히코[4], 마스다 데쓰오[4]
- 배틀 케냐 - 오오바 켄지[6], 기타가와 쓰토무[4]
- 미스 아메리카 (1화 ~ 16화) - 고마키 리사[4]
- 미스 아메리카 (16화 ~ ) - 오노데라 에이코[4], 기타가와 쓰토무[4]
- 배틀 피버 로보 - 스즈키 히로미치[4]